# Caradosso

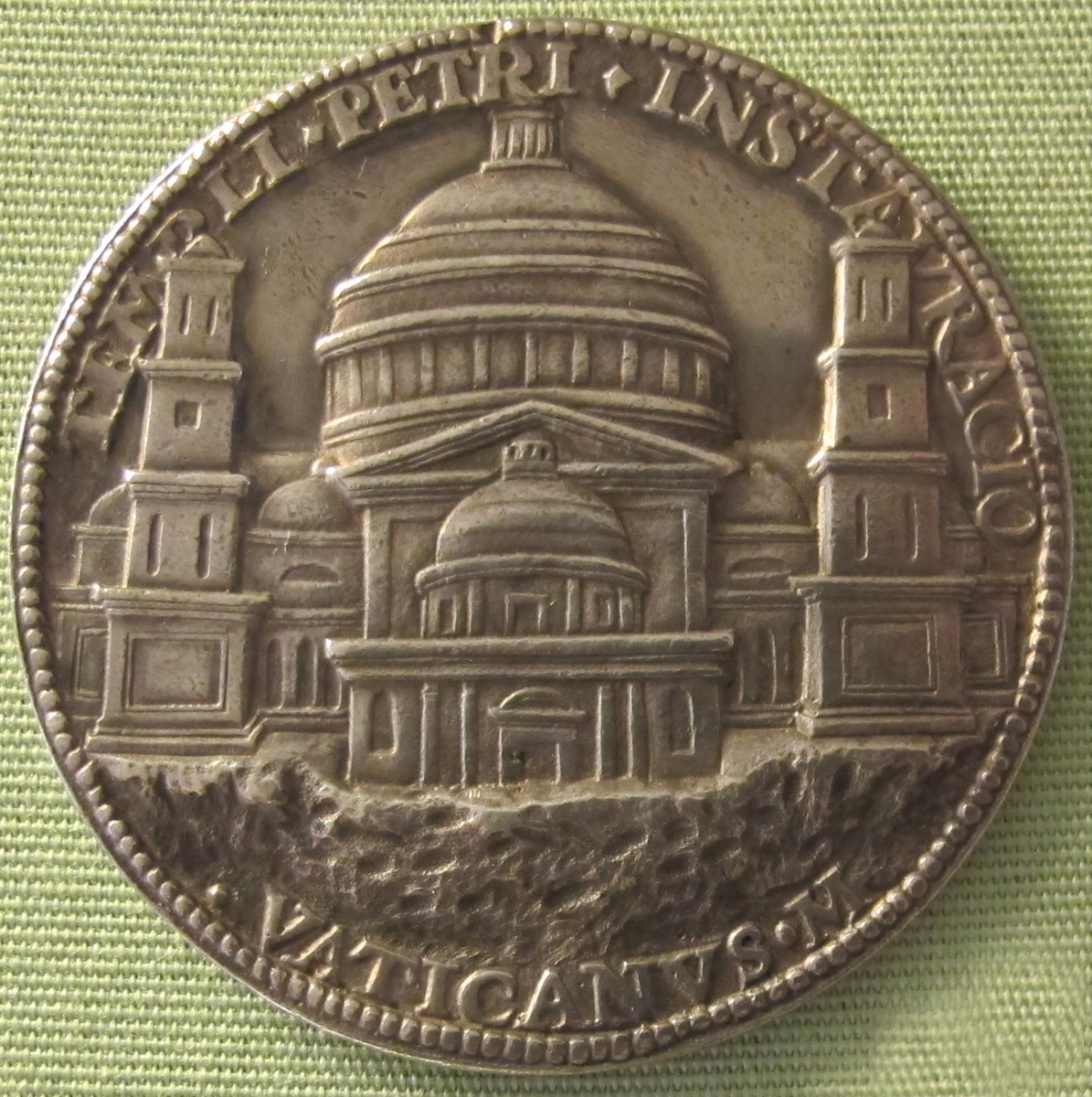
Medaille von 1506, die den Petersdom darstellt

Caradosso (eigentlich Cristoforo Foppa, auch Ambrogio Foppa; *  1445 oder 1452 in Mondonico, einem Ortsteil von Olgiate Molgora; † 1527) war ein italienischer Medailleur und Goldschmied, der im Dienst von Ludovico Sforza (1452–1508), dem Herzog von Mailand, stand.

## Leben und Werk
Caradosso war Sohn des Goldschmieds Gian Maffeo aus Mailand und dessen Ehefrau Fiora de Carminali Brambilla aus Pavia. Ab 1480 arbeitete er wie sein Vater für den Herzog von Mailand und wurde dessen persönlicher Goldschmied. 1487 besuchte Caradosso Florenz. 1489 besuchte er Ungarn und arbeitete für Matthias Corvinus (1443–1490). Von 1492 bis 1497 reiste er durch Italien und erwarb Juwelen und andere wertvolle Objekte für den Herzog von Mailand. 1496 besuchte er Rom, Viterbo und Florenz. In Florenz kaufte er Kostbarkeiten aus dem Besitz der Familie Medici, die nach der Vertreibung von Piero di Lorenzo de’ Medici (1472–1503) zum Verkauf standen.

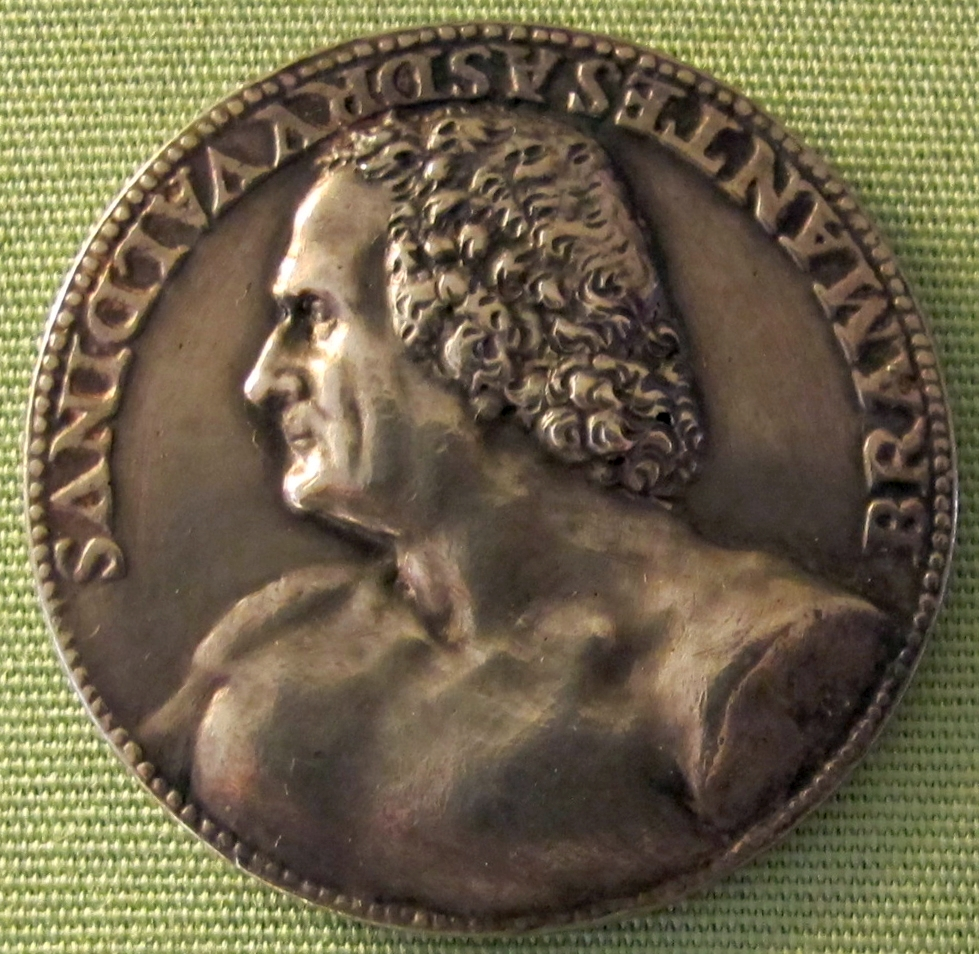
Die Rückseite der obigen Medaille stellt Donato Bramante (1444–1514) dar.

Nachdem Ludovico Sforza 1499 aus Mailand vertrieben worden war, blieb Caradosso noch einige Jahre lang in der Lombardei. 1501 verkaufte er Ludovico Gonzaga (1458–1511), dem Bischof von Mantua, einige Marmorbüsten und Statuen. 1503 nahm er an einem Komitee teil, das eine neue Tür für die Mailänder Kathedrale plante. In den Jahren 1505, 1512 und 1522 stand er mit dem Hof in Mantua in Kontakt. Federico II. Gonzaga (1500–1540), der damalige Markgraf von Mantua, berichtete darüber in Briefen an Baldassare Castiglione (1478–1529).
1523 wohnte Caradosso in Rom. Dort arbeitete er im Laufe der Jahre für die Päpste Julius II. (1443–1513), Leo X. (1475–1521), Hadrian VI. (1459–1523) und Clemens VII. (1478–1534). Die Päpste zogen geprägte Medaillen den gegossenen Medaillen vor, weil geprägte Medaillen schneller hergestellt werden konnten und weniger kosteten.
Abgesehen von der Medaille, die Bramante und den Petersdom darstellt, werden Caradosso mehrere andere Medaillen zugeschrieben. Verschiedene Goldschmiedearbeiten in einigen Kirchen Italiens sollen von ihm erstellt worden sein. Außerdem fertigte er eine Tiara für Papst Julius II. Die Tiara wurde von Pius VI. (1717–1799) zerstört und neu verarbeitet. Es existiert noch eine Zeichnung von 1722 im British Museum, auf der der Papst mit seinem kompletten Ornat und auch dieser Tiara dargestellt ist. Medaillen von Caradosso werden im British Museum, in der National Gallery of Art, in der Staatlichen Münzsammlung München, im Victoria and Albert Museum, im Metropolitan Museum of Art und in der Kunstsammlung des Castello Sforzesco ausgestellt.
Caradosso war mit Leonardo da Vinci (1452–1519) und Benvenuto Cellini (1500–1571) befreundet. Cellini nannte ihn in seinem Buch Trattato dell’Oreficeria (1565) den „exzellentesten Goldschmied jener Zeit“. Er berichtet dort auch darüber, wie der Künstlername Caradosso entstanden sein soll. Eines Tages kam ein Spanier in Caradossos Werkstatt. Er war aufgebracht, weil eine von ihm bestellte Medaille noch nicht fertig war und sagte zum Medailleur hai cara d’osso, was so viel heißt wie: „du hast ein Gesicht wie ein Hintern“. Dem Künstler gefiel der Wortlaut so sehr, dass er sich fortan nur noch so nennen ließ.